# Lijst van afleveringen van Once Upon a Time
Dit is een lijst van afleveringen van de Amerikaanse televisieserie Once Upon a Time. De serie telt zeven seizoenen.

## Overzicht
| Seizoen | Aantal afleveringen | Uitgezonden                                                                                    |  |
| ------- | ------------------- | ---------------------------------------------------------------------------------------------- |  |
| 1       | 22                  | 23 oktober 2011 – 13 mei 2012 Verenigde Staten / 12 december 2012 – 6 maart 2013 Nederland     |  |
| 2       | 22                  | 30 september 2012 – 12 mei 2013 Verenigde Staten / 9 oktober 2013 – 18 december 2013 Nederland |  |
| 3       | 22                  | 29 september 2013 – 11 mei 2014 Verenigde Staten                                               |  |
| 4       | 22                  | 28 september 2014 – 10 mei 2015 Verenigde Staten                                               |  |
| 5       | 23                  | 27 september 2015 – 15 mei 2016 Verenigde Staten                                               |  |
| 6       | 22                  | 25 september 2016 – 14 mei 2017 Verenigde Staten                                               |  |
| 7       | 22                  | 6 oktober 2017 – 18 mei 2018 Verenigde Staten                                                  |  |

## Seizoen 1 (2011)
| Nr. | Titel                        | Regisseur             | Schrijver(s)                       | Uitzenddata                                                    |  |
| --- | ---------------------------- | --------------------- | ---------------------------------- | -------------------------------------------------------------- |  |
| 1 (1-01) | Pilot                        | Mark Mylod            | Edward Kitsis & Adam Horowitz      | 23 oktober 2011 Verenigde Staten / 12 december 2012 Nederland  |  |
| En ze leefden nog lang en gelukkig … tenminste, dat hoort iedereen te geloven. Emma Swan heeft geleerd om voor zichzelf te zorgen. Ze is een 28-jarige bailbondsagent die op zichzelf aangewezen was sinds haar ouders haar achterlieten als baby. Maar als Henry – de jongen die ze jaren geleden opgaf voor adoptie – haar vindt, verandert alles. Henry is inmiddels tien jaar en hij heeft Emma’s hulp nodig. Hij gelooft dat Emma eigenlijk afkomstig is van een andere wereld en dat zij de vermiste dochter is van Snow White en Prince Charming. Volgens zijn sprookjesboek hebben haar ouders Emma weggestuurd om te ontsnappen aan de vloek van de Evil Queen. Deze vloek houdt alle sprookjesfiguren gevangen in onze moderne wereld, zonder dat de tijd ooit verstrijkt. Emma gelooft geen woord van Henry’s verhaal en brengt hem terug naar Storybrooke. Ze voelt echter een vreemde connectie met haar biologische zoon en met het stadje. Omdat ze zich zorgen om Henry maakt, besluit ze een tijdje in Storybrooke te blijven. Al snel krijgt ze het vermoeden dat er iets niet helemaal klopt. Het is een plek waar iedereen is vergeten dat magie bestaat, maar waar magie toch ongelofelijk dichtbij is. Het is een plek waar sprookjesfiguren echt bestaan, ook al weten zij zelf niet wie zij zijn. De Evil Queen, die hier bekendstaat als burgemeester Regina Mills, is Henry’s adoptiemoeder. Een groot gevecht om de toekomst van alle werelden is begonnen en als het goede wil winnen van het kwade, zal Emma haar lot moeten accepteren. |                              |                       |                                    |                                                                |  |
| 2 (1-02) | The Thing You Love Most      | Greg Beeman           | Edward Kitsis & Adam Horowitz      | 30 oktober 2011 Verenigde Staten / 12 december 2012 Nederland  |  |
| Regina doet alles wat ze kan om Emma weg te jagen uit Storybrooke en vooral uit Henry’s leven. Ondertussen, in een flashback, wordt het duidelijk hoe de Evil Queen haar vloek heeft geactiveerd. |                              |                       |                                    |                                                                |  |
| 3 (1-03) | Snow Falls                   | Dean White            | Liz Tigelaar                       | 6 november 2011 Verenigde Staten / 19 december 2012 Nederland  |  |
| Emma probeert Mary Margaret over te halen om een bezoek te brengen aan comapatiënt John Doe in het ziekenhuis en hem voor te lezen uit het sprookjesboek. Emma wordt hiertoe gedwongen door Henry, die er stellig in gelooft dat John Doe in werkelijkheid Prince Charming is. Mary Margaret is geschokt door hoe het bezoekje verloopt. Ondertussen, in een flashback, ontmoeten Prince Charming en Snow White elkaar voor de eerste keer op een erg onverwachte manier. |                              |                       |                                    |                                                                |  |
| 4 (1-04) | The Price of Gold            | David Solomon         | David H. Goodman                   | 13 november 2011 Verenigde Staten / 19 december 2012 Nederland |  |
| Emma helpt een zwangere Ashley Boyd om onder een deal met Mr. Gold uit te komen. Ondertussen, in een flashback, maakt Cinderella een deal met Rumplestiltskin waar ze later heel veel spijt van krijgt. |                              |                       |                                    |                                                                |  |
| 5 (1-05) | That Still Small Voice       | Paul Edwards          | Jane Espenson                      | 27 november 2011 Verenigde Staten / 9 januari 2013 Nederland   |  |
| Sheriff Graham benoemt Emma tot hulpsheriff en meteen daarna begint de grond te schudden en verschijnt er een enorm, gapend gat aan de rand van Storybrooke. Een nieuwsgierige Henry brengt zijn leven in gevaar als hij besluit om het gat in te gaan. Hij hoopt hier iets te vinden dat bewijst dat de inwoners van Storybrooke echt uit the Enchanted Forest komen. Ondertussen, in een flashback, wil Jiminy Cricket het familiebedrijf verlaten. Hij probeert te veranderen in de persoon die hij werkelijk wil zijn. |                              |                       |                                    |                                                                |  |
| 6 (1-06) | The Shepherd                 | Victor Nelli          | Andrew Chambliss & Ian Goldberg    | 4 december 2011 Verenigde Staten / 9 januari 2013 Nederland    |  |
| David, de echte naam van John Doe, moet kiezen tussen blijven bij Kathryn of haar verlaten om bij Mary Margaret te kunnen zijn. Emma komt achter een groot geheim van Sheriff Graham. Ondertussen, in een flashback, staat Prince Charming een levensveranderende gebeurtenis te wachten. |                              |                       |                                    |                                                                |  |
| 7 (1-07) | The Heart is a Lonely Hunter | David M. Barrett      | Edward Kitsis & Adam Horowitz      | 11 december 2011 Verenigde Staten / 16 januari 2013 Nederland  |  |
| Een van de inwoners van Storybrooke begint zich zijn leven als sprookjesfiguur te herinneren. De inwoners van Storybrooke rouwen om iemand. Ondertussen, in een flashback, is de Evil Queen op zoek naar iemand die harteloos genoeg is om Snow White te vermoorden. |                              |                       |                                    |                                                                |  |
| 8 (1-08) | Desperate Souls              | Michael Waxman        | Jane Espenson                      | 8 januari 2012 Verenigde Staten / 16 januari 2013 Nederland    |  |
| Regina en Mr. Gold staan lijnrecht tegenover elkaar in het bepalen wie de nieuwe sheriff van Storybrooke wordt. Regina wil graag dat Sidney wint, terwijl Gold wil dat Emma wint. Ondertussen, in een flashback, probeert Rumplestiltskin een ultieme bron van macht op te sporen om zijn zoon te beschermen tegen de gruwelen van een betekenisloze oorlog. |                              |                       |                                    |                                                                |  |
| 9 (1-09) | True North                   | Dean White            | David H. Goodman & Liz Tigelaar    | 15 januari 2012 Verenigde Staten / 23 januari 2013 Nederland   |  |
| Emma probeert twee dakloze kinderen te helpen om hun vader te vinden, zodat ze niet gescheiden zullen worden en in het pleegoudersysteem terechtkomen. Emma weet immers als geen ander hoe vreselijk dat kan zijn. Ondertussen, in een flashback, wil de Evil Queen dat Hansel en Gretel een kostbaar object stelen van een blinde heks. |                              |                       |                                    |                                                                |  |
| 10 (1-10) | 7:15 A.M.                    | Ralph Hemecker        | Edward Kitsis & Adam Horowitz      | 22 januari 2012 Verenigde Staten / 23 januari 2013 Nederland   |  |
| Mary Margaret en David proberen beide om te gaan met hun gevoelens voor elkaar. Emma en Regina willen weten wie de mysterieuze nieuweling in Storybrooke is. Ondertussen, in een flashback, probeert Snow White haar gebroken hart te helen als ze hoort dat Prince Charming gaat trouwen met de dochter van koning Midas. |                              |                       |                                    |                                                                |  |
| 11 (1-11) | Fruit of the Poisonous Tree  | Bryan Spicer          | Ian Goldberg & Andrew Chambliss    | 29 januari 2012 Verenigde Staten / 30 januari 2013 Nederland   |  |
| Sidney is boos op Regina en probeert samen met Emma bewijs te vinden dat Regina een corrupte burgemeester is. Mary Margaret en David blijven in het geheim met elkaar afspreken en denken na over hoe ze hun relatie willen aanpakken. Ondertussen, in een flashback, vindt koning Leopold een magische lamp. Hij krijgt drie wensen van de geest van de lamp, maar moet wel voorzichtig zijn met wat hij wenst. |                              |                       |                                    |                                                                |  |
| 12 (1-12) | Skin Deep                    | Milan Cheylov         | Jane Espenson                      | 12 februari 2012 Verenigde Staten / 30 januari 2013 Nederland  |  |
| Mr. Gold is beroofd en Emma houdt hem in de gaten, omdat ze vermoedt dat hij zelf achter de dief aan wil gaan. Op de avond van Valentijnsdag gaan Mary Margaret, Ruby en Ashley samen uit. Ondertussen, in een flashback, gaat Belle akkoord met een deal. Ze geeft haar vrijheid op als Rumplestiltskin haar stad beschermt tegen de Ogre Wars. |                              |                       |                                    |                                                                |  |
| 13 (1-13) | What Happened to Frederick   | Dean White            | David H. Goodman                   | 19 februari 2012 Verenigde Staten / 6 februari 2013 Nederland  |  |
| David wil eindelijk zijn relatie met Mary Margaret opbiechten aan Kathryn, om zo een einde te maken aan zijn liefdeloze huwelijk. Ondertussen, in een flashback, rent Prince Charming weg van zijn verloving om bij Snow White te zijn. Prinses Abigail vraagt hem echter om een gunst, waardoor hij op een gevaarlijke missie gaat om iets waardevols van Abigail weer terug te vinden. |                              |                       |                                    |                                                                |  |
| 14 (1-14) | Dreamy                       | David Solomon         | Edward Kitsis & Adam Horowitz      | 4 maart 2012 Verenigde Staten / 6 februari 2013 Nederland      |  |
| Mary Margaret en Leroy werken samen voor een goed doel, door de nonnen van Storybrooke te helpen met de kaarsenverkoop tijdens het Miner’s Day Festival. Leroy maakt echter een belofte aan zuster Astrid die hij misschien niet kan houden. Emma probeert om de mysterieuze verdwijning van Kathryn op te helderen. Ondertussen, in een flashback, wordt Grumpy verliefd op de mooie maar klunzige fee Nova. |                              |                       |                                    |                                                                |  |
| 15 (1-15) | Red-Handed                   | Ron Underwood         | Jane Espenson                      | 11 maart 2012 Verenigde Staten / 13 februari 2013 Nederland    |  |
| Ruby verlaat Granny’s Diner en haar zelfvertrouwen daalt met de minuut. Emma huurt Ruby in om haar assistent te zijn, om zo Ruby te helpen met het ontdekken waar ze echt goed in is. Emma ondervraagt David over de verdwijning van Kathryn. Ondertussen, in een flashback, wil Red Riding Hood weglopen met haar geliefde. Maar zij kan geen kant op als haar woonplaats bedreigd wordt door een moordlustige weerwolf. |                              |                       |                                    |                                                                |  |
| 16 (1-16) | Heart of Darkness            | Dean White            | Andrew Chambliss & Ian Goldberg    | 18 maart 2012 Verenigde Staten / 13 februari 2013 Nederland    |  |
| Mary Margaret huurt Mr. Gold in als haar advocaat als Emma gedwongen wordt haar te arresteren voor de moord op Kathryn Nolan. Ondertussen, in een flashback, probeert Prince Charming Snow White ervan te weerhouden de Evil Queen te vermoorden. Snow is echter zichzelf niet meer door een drankje van Rumplestiltskin. |                              |                       |                                    |                                                                |  |
| 17 (1-17) | Hat Trick                    | Ralph Hemecker        | Vladimir Cvetko & David H. Goodman | 25 maart 2012 Verenigde Staten / 20 februari 2013 Nederland    |  |
| Terwijl ze op zoek is naar een vermiste Mary Margaret, wordt Emma gekidnapt door een gestoorde man die nogal veel affiniteit heeft met hoeden. Ondertussen, in een flashback, dwingt Regina een man om via een hoed met haar naar Wonderland te reizen, zodat Regina iets kostbaars kan stelen van de Queen of Hearts. |                              |                       |                                    |                                                                |  |
| 18 (1-18) | The Stable Boy               | Dean White            | Edward Kitsis & Adam Horowitz      | 1 april 2012 Verenigde Staten / 20 februari 2013 Nederland     |  |
| Emma probeert nog altijd om bewijs te vinden dat Mary Margaret onschuldig is. Ondertussen, in een flashback, moet een jonge Regina kiezen tussen het trouwen met haar ware liefde Daniel of een liefdeloos huwelijk aangaan met koning Leopold. Er gebeurt iets tragisch, waardoor Regina voor altijd een hekel zal hebben aan Snow White. |                              |                       |                                    |                                                                |  |
| 19 (1-19) | The Return                   | Paul Edwards          | Jane Espenson                      | 22 april 2012 Verenigde Staten / 27 februari 2013 Nederland    |  |
| Mr. Gold probeert erachter te komen wat de ware identiteit is van August. Emma confronteert Regina met haar rol in de ontvoering van Kathryn. David biedt zijn excuses aan aan Mary Margaret, in de hoop dat de twee hun relatie kunnen voortzetten. Ondertussen, in een flashback, maakt Rumplestiltskin een deal met zijn zoon: als Baelfire een manier kan vinden om the Enchanted Forest veilig te verlaten, zullen zij samen naar een andere wereld reizen, zodat Rumplestiltskin zichzelf weer wordt. |                              |                       |                                    |                                                                |  |
| 20 (1-20) | The Stranger                 | Gwyneth Horder-Payton | Ian Goldberg & Andrew Chambliss    | 29 april 2012 Verenigde Staten / 27 februari 2013 Nederland    |  |
| August neemt Emma mee op een reis die haar zal vertellen hoe ze Regina kan verslaan en de volledige voogdij over Henry kan krijgen. Mary Margaret gaat weer aan het werk en Regina probeert om David te verleiden. Ondertussen, in een flashback, gaat Geppetto akkoord met een plan om de dochter van Snow White en Prince Charming te redden van de vloek. Hij heeft echter één voorwaarde: zijn zoon Pinnochio moet ook in staat worden gesteld om aan de vloek te ontsnappen. |                              |                       |                                    |                                                                |  |
| 21 (1-21) | An Apple Red as Blood        | Milan Cheylov         | Jane Espenson & David H. Goodman   | 6 mei 2012 Verenigde Staten / 6 maart 2013 Nederland           |  |
| Henry wil dat Emma in Storybrooke blijft om haar rol als redder te vervullen. Regina bedenkt echter een plan waarmee ze voorgoed van Emma af komt. Ondertussen, in een flashback, verzint Snow White met haar aanhangers een plan om de Evil Queen aan te vallen en Prince Charming te redden. |                              |                       |                                    |                                                                |  |
| 22 (1-22) | A Land Without Magic         | Dean White            | Edward Kitsis & Adam Horowitz      | 13 mei 2012 Verenigde Staten / 6 maart 2013 Nederland          |  |
| Emma en Regina werken samen om Henry’s leven te redden. Ondertussen, in een flashback, probeert Prince Charming te ontsnappen aan de Evil Queen om Snow White te vinden. Hij weet echter niet dat zij al een beet heeft genomen van een vergiftigde appel. |                              |                       |                                    |                                                                |  |

## Seizoen 2 (2012)
| Nr. | Titel                        | Regisseur             | Schrijver(s)                         | Uitzenddata                                                    |  |
| --- | ---------------------------- | --------------------- | ------------------------------------ | -------------------------------------------------------------- |  |
| 23 (2-01) | Broken                       | Ralph Hemecker        | Edward Kitsis & Adam Horowitz        | 30 september 2012 Verenigde Staten / 9 oktober 2013 Nederland  |  |
| Realiteit en fictie komen samen als de vloek van de Evil Queen breekt en de inwoners van Storybrooke zich weer herinneren wie zij werkelijk zijn. Tot hun grote teleurstelling worden ze echter niet teruggetransporteerd naar the Enchanted Forest. Mr. Gold maakt alles nog een graadje erger door magie weer mogelijk te maken in de stad. En deze magie werkt in deze gewone wereld anders dan in the Enchanted Forest. Tegelijkertijd, in het hedendaagse Enchanted Forest, kust prins Phillip een slapende prinses Aurora wakker. Hij en Mulan komen er echter achter dat ze binnenkort tegenover een duister wezen zullen staan.                                                                                        |                              |                       |                                      |                                                                |  |
| 24 (2-02) | We Are Both                  | Dean White            | Jane Espenson                        | 7 oktober 2012 Verenigde Staten / 9 oktober 2013 Nederland     |  |
| Regina probeert een manier te vinden om haar duistere krachten weer onder controle te hebben. David probeert er achter te komen waar Emma en Mary Margaret zijn gebleven. De zeven dwergen ontdekken wat er gebeurt als iemand de grens van Storybrooke overschrijdt. Ondertussen, in een flashback, ontmoet Regina een tovenaar die haar kan bevrijden van haar bemoeizuchtige moeder Cora. |                              |                       |                                      |                                                                |  |
| 25 (2-03) | Lady of the Lake             | Milan Cheylov         | Andrew Chambliss & Ian Goldberg      | 14 oktober 2012 Verenigde Staten / 16 oktober 2013 Nederland   |  |
| Mulan, Aurora en Sir Lancelot helpen Mary Margaret en Emma met het vinden van een portaal terug naar Storybrooke. Een duistere kracht wil hun veilige terugkeer naar huis echter tegenhouden. In Storybrooke probeert Henry Jefferson te herenigen met zijn dochter. Ondertussen, in een flashback, staat Snow White op het punt om Prince Charmings moeder te ontmoeten. Koning George vergiftigt haar echter en het enige tegengif is het water van Lake Nostos. |                              |                       |                                      |                                                                |  |
| 26 (2-04) | The Crocodile                | David Solomon         | David H. Goodman & Robert Hull       | 21 oktober 2012 Verenigde Staten / 16 oktober 2013 Nederland   |  |
| Belle dreigt Mr. Gold te verlaten, omdat ze niet tegen zijn dorst naar macht kan. De dwergen proberen feeënstof te vinden in de mijnen van Storybrooke. Tegelijkertijd loopt Belle gevaar door een ontmoeting met een oude kennis. Ondertussen, in een flashback, probeert Rumplestiltskin zijn vrouw Milah te redden van een groep piraten. |                              |                       |                                      |                                                                |  |
| 27 (2-05) | The Doctor                   | Paul Edwards          | Edward Kitsis & Adam Horowitz        | 28 oktober 2012 Verenigde Staten / 23 oktober 2013 Nederland   |  |
| Regina probeert te stoppen met het gebruiken van magie, in de hoop dat Henry dan niet meer boos op haar is. Dan begint ze echter een geest uit haar verleden te zien. In het hedendaagse Enchanted Forest vinden Mary Margaret en Emma een overlevende van een Ogreaanval. Emma twijfelt echter aan zijn verhaal. Ondertussen, in een flashback, lukt het Regina niet om duistere magie te leren van haar leermeester. Iets uit haar verleden blijkt haar tegen te houden om haar magie te gebruiken voor het kwaad. |                              |                       |                                      |                                                                |  |
| 28 (2-06) | Tallahassee                  | Dave Barrett          | Christine Boylan & Jane Espenson     | 4 november 2012 Verenigde Staten / 23 oktober 2013 Nederland   |  |
| Emma en Captain Hook klimmen op een bonenstaak om een magisch kompas te vinden dat hun de weg zou kunnen wijzen naar Storybrooke. De reus die aan de top van de staak woont is echter niet van plan om deze schat zomaar weg te geven. Ondertussen, in een flashback, ontmoet Emma een dief die probeert om een eerlijke vrouw van haar te maken. |                              |                       |                                      |                                                                |  |
| 29 (2-07) | Child of the Moon            | Anthony Hemingway     | Ian Goldberg & Andrew Chambliss      | 11 november 2012 Verenigde Staten / 30 oktober 2013 Nederland  |  |
| De eerste volle maan na het verbreken van de vloek breekt aan en Ruby is bang dat ze in een weerwolf zal veranderen. Haar angst wordt waarheid als de volgende dag een van de inwoners van Storybrooke vermoord is. Albert Spencer dreigt David te onthullen als een herder, in plaats van een prins. Hiermee wil hij aantonen dat David helemaal niet geschikt is om Storybrooke te runnen als sheriff. Leroy vindt een schat waarmee hij Mary Margaret en Emma terug zou kunnen brengen naar Storybrooke. Ondertussen, in een flashback, ontmoet Red Riding Hood Anita, die net als Red een weerwolf is. |                              |                       |                                      |                                                                |  |
| 30 (2-08) | Into the Deep                | Ron Underwood         | Kalinda Vazqez & Daniel T. Thomsen   | 25 november 2012 Verenigde Staten / 30 oktober 2013 Nederland  |  |
| Cora doet er alles aan om het kompas te stelen van Emma en Mary Margaret, zodat zij naar Storybrooke kan reizen. In Storybrooke moeten Regina en Mr. Gold Davids leven in gevaar brengen om contact te maken met Mary Margaret. David moet haar namelijk cruciale informatie geven. Deze informatie kan Mary Margaret en Emma helpen om via een portaal terug te keren naar Storybrooke. |                              |                       |                                      |                                                                |  |
| 31 (2-09) | Queen of Hearts              | Ralph Hemecer         | Edward Kitsis & Adam Horowitz        | 2 december 2012 Verenigde Staten / 6 november 2013 Nederland   |  |
| Cora en Hook staan lijnrecht tegenover Emma en Mary Margaret in een gevecht om het kompas te bemachtigen. Dit kompas zal de richting naar het portaal aanwijzen. Regina en Mr. Gold proberen in Storybrooke echter wanhopig om Cora buiten Storybrooke te houden. Hun plan zorgt ervoor dat iedereen die probeert om Storybrooke binnen te dringen, vermoord zal worden. Hiermee zijn ook de levens van Mary Margaret en Emma in gevaar. Ondertussen, in een flashback, reist Hook naar Wonderland, waar hij de Queen of Hearts ontmoet. |                              |                       |                                      |                                                                |  |
| 32 (2-10) | The Cricket Game             | Dean White            | David H. Goodman & Robert Hull       | 6 januari 2013 Verenigde Staten / 6 november 2013 Nederland    |  |
| Regina wordt beschuldigd van de moord op een van de meest geliefde inwoners van Storybrooke. Alleen Emma heeft het gevoel dat ze misschien onschuldig is. Ondertussen, in een flashback, plannen Prince Charming en Snow White de executie van de Evil Queen, om zo het land te bevrijden van haar tirannie. |                              |                       |                                      |                                                                |  |
| 33 (2-11) | The Outsider                 | David Solomon         | Andrew Chambliss & Ian Goldberg      | 13 januari 2013 Verenigde Staten / 13 november 2013 Nederland  |  |
| Mr. Gold vindt een slachtoffer om erachter te komen of een spreuk van hem het mogelijk maakt om de grens van Storybrooke te overschrijden zonder zijn geheugen te verliezen. Op deze manier kan hij op zoek gaan naar zijn zoon Baelfire. Belle ontmoet een wraakzuchtige Captain Hook in de haven van Storybrooke. Hij wil maar één ding: Rumplestiltskin vermoorden. Mary Margaret en David gaan op zoek naar een groter huis. Ondertussen, in een flashback, ontmoeten Belle en Mulan elkaar en gaan ze samen op jacht naar een monster genaamd de Yaoguai, die het land terroriseert. |                              |                       |                                      |                                                                |  |
| 34 (2-12) | In the Name of the Brother   | Milian Cheylov        | Jane Espenson                        | 20 januari 2013 Verenigde Staten / 13 november 2013 Nederland  |  |
| Dr. Whale moet Hooks verwondingen verzorgen en maakt zich klaar voor de operatie van de vreemdeling, die een auto-ongeluk kreeg toen hij Storybrooke binnenreed. Sommige inwoners van Storybrooke zijn echter bang dat de vreemdeling magie heeft gezien en dat hij hun ware identiteiten zou kunnen blootstellen aan de rest van de wereld. Hem dood laten gaan is volgens hen de beste oplossing. Mr. Gold probeert opnieuw een band op te bouwen met Belle, die haar geheugen kwijt is. Ook Cora probeert weer een band op te bouwen, en wel met haar dochter Regina. Ondertussen, in een flashback, wil Victor Frankenstein aan zijn pessimistische vader laten zien dat hij werkelijk de doden weer tot leven kan wekken. |                              |                       |                                      |                                                                |  |
| 35 (2-13) | Tiny                         | Guy Ferland           | Christine Boylan & Kalinda Vazquez   | 10 februari 2013 Verenigde Staten / 20 november 2013 Nederland |  |
| Cora blijkt de reus Anton ontvoerd te hebben naar Storybrooke en hij wil wraak nemen op David, die hij aanziet voor iemand anders. Mr. Gold, Emma en Henry maken zich klaar om Storybrooke te verlaten. Gold hoopt zijn geheugen te behouden en gaat met de twee op weg naar het vliegveld om Baelfire te vinden. Greg vraagt aan Belle wat zij zich kan herinneren van de nacht van het auto-ongeluk. Ondertussen, in een flashback, klimt de reus van de bonenstaak naar beneden om vrienden te maken. Zijn broer keurt dit plan echter af. |                              |                       |                                      |                                                                |  |
| 36 (2-14) | Manhattan                    | Dean White            | Edward Kitsis & Adam Horowitz        | 17 februari 2013 Verenigde Staten / 20 november 2013 Nederland |  |
| Mr. Gold, Henry en Emma zijn in New York op zoek naar Baelfire. Cora, Regina en Hook proberen in Storybrooke een van Golds meest kostbare voorwerpen op te sporen. Ondertussen, in een flashback, realiseert Rumplestiltskin zich zijn lot als hij vecht in de Ogre Wars. |                              |                       |                                      |                                                                |  |
| 37 (2-15) | The Queen is Dead            | Gwyneth Horder-Payton | Daniel T. Thomsen & David H. Goodman | 3 maart 2013 Verenigde Staten / 27 november 2013 Nederland     |  |
| Mary Margaret ontdekt het plan van Regina, Hook en Cora om Mr. Golds dolk te vinden. Ze maakt het haar missie om de dolk eerst te vinden en krijgt daarbij hulp van David en Mother Superior. Mr. Gold probeert in New York om een band op te bouwen met Baelfire, terwijl Hook een plan bedenkt om van een “krokodil” af te komen. Ondertussen, in een flashback, biedt Blue Fairy een jonge Snow White een magisch item aan dat haar moeder Eva, die op sterven ligt, zou kunnen redden. |                              |                       |                                      |                                                                |  |
| 38 (2-16) | The Miller's Daughter        | Ralph Hemecker        | Jane Espenson                        | 10 maart 2013 Verenigde Staten / 27 november 2013 Nederland    |  |
| Cora hoopt om Mr. Golds plaats als de nieuwe Dark One in te nemen en dit lijkt haar te gaan lukken als zij en Regina proberen om Mr. Gold te overheersen. Mary Margaret wordt opnieuw verleid door donkere magie. Ondertussen, in een flashback, maakt Rumplestiltskin een deal met een jongere Cora. De koning denkt namelijk dat Cora bluft als ze zegt dat ze van stro goud kan spinnen. Rumplestiltskin vraagt echter wel een grote prijs voor zijn diensten. |                              |                       |                                      |                                                                |  |
| 39 (2-17) | Welcome to Storybrooke       | Dave Barrett          | Ian Goldberg & Andrew Chambliss      | 17 maart 2013 Verenigde Staten / 4 december 2013 Nederland     |  |
| Emma, David en Mr. Gold proberen Mary Margaret te beschermen tegen Regina, die wraak wil nemen en het haar missie heeft gemaakt om Mary Margaret te vermoorden. Henry, die al het gevecht zat is, bedenkt een plan om magie te verwoesten. Ondertussen, in het Storybrooke van 28 jaar geleden, komt Regina erachter dat een vader en zoon hun weg hebben gevonden naar haar stadje, dat eigenlijk verborgen had moeten zijn. Zij en de andere sprookjesfiguren krijgen voor het eerst te maken met het effect van de vloek. |                              |                       |                                      |                                                                |  |
| 40 (2-18) | Selfless, Brave and True     | Ralph Hemecker        | Robert Hull & Kalinda Vazquez        | 24 maart 2013 Verenigde Staten / 4 december 2013 Nederland     |  |
| Mary Margaret moet even alleen zijn om na te denken over wat ze Cora heeft aangedaan en wat dat met haar doet. Dan vindt ze August, die zichzelf heeft verborgen voor anderen en weer veranderd is in een houten pop. Hij schaamt zich voor de keuzes die hij heeft gemaakt in zijn leven. Emma is gechoqueerd als ze erachter komt dat Neal zijn verloofde Tamara heeft uitgenodigd om naar Storybrooke te komen. Ondertussen, in een flashback, maakt August kennis met een magische man die zou kunnen voorkomen dat August weer in hout verandert. Hier moet hij echter wel een prijs voor betalen. |                              |                       |                                      |                                                                |  |
| 41 (2-19) | Lacey                        | Milan Cheylov         | Edward Kitsis & Adam Horowitz        | 21 april 2013 Verenigde Staten / 11 december 2013 Nederland    |  |
| Mr. Gold vraagt David om hulp om het hart van Lacey te winnen. Het blijkt dat de dwergen en Anton magische bonen hebben laten groeien die iedereen weer terug zou kunnen brengen naar the Enchanted Forest. Emma begint te twijfelen over of ze in Storybrooke wil blijven of terug wil gaan naar haar geboorteland. Ondertussen, in een flashback, dwingt Rumplestiltskin Belle om mee te gaan op jacht om een dief te vermoorden, die Belle uit medelijden had bevrijd. |                              |                       |                                      |                                                                |  |
| 42 (2-20) | The Evil Queen               | Gwyneth Horder-Payton | Jane Espenson & Christine Boylan     | 28 april 2013 Verenigde Staten / 11 december 2013 Nederland    |  |
| Regina bedenkt, met de hulp van Hook, een plan om zichzelf en Henry veilig terug naar the Enchanted Forest te transporteren. Haar plan draait om een geheim wapen dat een onderdeel is van de vloek. Als dit wapen wordt geactiveerd, zou Storybrooke met al zijn inwoners verdwijnen. Emma begint Tamara steeds verdachter te vinden. Ondertussen, in een flashback, vraagt de Evil Queen aan Rumplestiltskin om haar in een onopvallende boerin te veranderen, zodat ze onopvallend Snow White kan vermoorden en de liefde kan winnen van haar volk. |                              |                       |                                      |                                                                |  |
| 43 (2-21) | Second Star to the Right     | Ralph Hemecker        | Andrew Chambliss & Ian Goldberg      | 5 mei 2013 Verenigde Staten / 18 december 2013 Nederland       |  |
| Emma, Mary Margaret en David gaan op zoek naar Regina als ze erachter komen dat deze verdwenen is – met een paar magische bonen. Emma gelooft dat Tamara iets te maken heeft met Regina’s verdwijning, maar Neal wil haar niet serieus nemen. Mr. Gold vertelt Lacey hoe hij magie creëert. Ondertussen, in een flashback, laat Rumplestiltskin zijn zoon Baelfire alleen door een portaal reizen. Bae komt terecht in het negentiende-eeuwse Londen, waar de familie Darling hem in huis neemt en hij vriendschap sluit met hun dochter Wendy. |                              |                       |                                      |                                                                |  |
| 44 (2-22) | And Straight on 'til Morning | Dean White            | Edward Kitsis & Adam Horowitz        | 12 mei 2013 Verenigde Staten / 18 december 2013 Nederland      |  |
| De inwoners van Storybrooke maken zich klaar voor het einde als Greg en Tamara het wapen activeren dat het hele stadje van de map kan vegen. Mr. Gold rouwt om het verlies van zijn zoon Bae. Ondertussen, in een flashback, ontdekt Hook zijn connectie met Bae als hij de jongen redt uit de zee van Neverland. Hook realiseert zich al snel dat de Lost Boys Bae graag willen hebben. |                              |                       |                                      |                                                                |  |

## Seizoen 3 (2013)
| Nr. | Titel                            | Regisseur             | Schrijver(s)                         | Uitzenddata                        |  |
| --- | -------------------------------- | --------------------- | ------------------------------------ | ---------------------------------- |  |
| 45 (3-01) | The Heart of the Truest Believer | Ralph Hemecker        | Edward Kitsis & Adam Horowitz        | 29 september 2013 Verenigde Staten |  |
| Emma, Mary Margaret, David, Regina, Mr. Gold en Captain Hook komen aan in Neverland om naar een gekidnapte Henry te zoeken. Een warm welkom krijgen ze niet, want ze worden meteen aangevallen door een stel onvriendelijke zeemeerminnen. Henry probeert ondertussen te ontsnappen aan de Lost Boys, samen met nog een vluchteling uit het kamp van Peter Pan. In het hedendaagse Enchanted Forest herstelt Neal van zijn wonden en gaat hij samen met Mulan op reis, in een poging erachter te komen wat er met Emma en Henry is gebeurd. |                                  |                       |                                      |                                    |  |
| 46 (3-02) | Lost Girl                        | Ron Underwood         | Andrew Chambliss & Kalinda Vazquez   | 6 oktober 2013 Verenigde Staten    |  |
| Emma, Mary Margaret, David, Regina en Captain Hook zetten hun zoektocht naar Henry in Neverland voort. Emma ontmoet Peter Pan voor het eerst als hij haar een kaart aanbiedt met daarop Henry’s huidige locatie. De kaart is echter blanco en Henry’s locatie zal pas verschijnen als Emma stopt met ontkennen wie zij werkelijk is en haar ware gevoelens over haar identiteit accepteert. Mr. Gold krijgt advies van een onverwachte vriend. Ondertussen, in een flashback, wil de Evil Queen een deal sluiten met Snow White: als Snow White haar recht op de troon opgeeft, zullen zij en Prince Charming in veiligheid leven. Charming doet alles wat hij kan om ervoor te zorgen dat Snow het aanbod niet accepteert. |                                  |                       |                                      |                                    |  |
| 47 (3-03) | Quite a Common Fairy             | Alex Zakrzewski       | Jane Espenson                        | 13 oktober 2013 Verenigde Staten   |  |
| De groep in Neverland is nog steeds op zoek naar Henry en Hook stelt voor om op zoek te gaan naar Tinker Bell. Zij zou hen namelijk rechtstreeks naar Peter Pans kamp kunnen leiden. Pan onthult aan Henry waarom hij hem naar Neverland heeft gebracht. In het hedendaagse Enchanted Forest heeft Neal een plan bedacht om hem naar Emma te transporteren, maar hiervoor heeft hij een van Robin Hoods meest geliefde bezittingen nodig. Ondertussen, in een flashback, wil Tinker Bell Regina helpen om haar leven weer leuk te maken. |                                  |                       |                                      |                                    |  |
| 48 (3-04) | Nasty Habits                     | David Boyd            | David H. Goodman & Robert Hull       | 20 oktober 2013 Verenigde Staten   |  |
| Mr. Gold maakt de beslissing om Peter Pan te confronteren. De vraag is echter of hij naar Pans kamp gaat om Henry te redden of om zichzelf te redden van de voorspelling van de Ziener. Neal is terug in Neverland en wordt gegijzeld door een van Pans trouwste volgelingen. David vecht voor zijn leven als het vergif zijn tol begint te eisen. Ondertussen, in een flashback, gaat Rumplestiltskin op zoek naar een vermiste Bae, die zich mee heeft laten lokken door een mysterieus figuur dat kinderen steelt met zijn muziek. |                                  |                       |                                      |                                    |  |
| 49 (3-05) | Good Form                        | Jon Amiel             | Christine Boylan & Daniel T. Thomsen | 27 oktober 2013 Verenigde Staten   |  |
| Het Dreamshadegif verspreidt zich verder door Davids lichaam. Toch besluit hij om samen met Hook op reis te gaan om een navigatiemiddel te vinden dat hen zou kunnen helpen met het maken van een kaart die hen van Neverland af kan leiden. Ondertussen, in een flashback, krijgen Killian Jones (aka Hook) en zijn broer kapitein Liam van de koning de opdracht om een magische plant te vinden, die elke verwonding zou kunnen genezen. |                                  |                       |                                      |                                    |  |
| 50 (3-06) | Ariel                            | Ciaran Donnelly       | Edward Kitsis & Adam Horowitz        | 3 november 2013 Verenigde Staten   |  |
| In een flashback ontmoet Snow White Ariel als deze zeemeermin haar redt uit het water. Snow wil iets voor Ariel terugdoen en doet dat door ervoor te zorgen dat Ariel prins Eric ontmoet. Ariel is namelijk stapelverliefd op hem. Ondertussen, in Neverland, proberen Emma, Mary Margaret, David en Hook Neal te redden, die gevangen zit in een van Peter Pans kampen. Regina en Mr. Gold werken met tegenzin samen om een manier te vinden om Pan te verslaan. |                                  |                       |                                      |                                    |  |
| 51 (3-07) | Dark Hollow                      | Guy Ferland           | Kalinda Vazquez & Andrew Chambliss   | 10 november 2013 Verenigde Staten  |  |
| Mr. Gold en Regina sturen Ariel naar Storybrooke met een voorwerp waarmee Belle een verborgen wapen kan opsporen. Dit wapen kan Gold en Regina helpen met het verslaan van Peter Pan. Twee mannen zijn Storybrooke echter binnengedrongen en doen er alles aan om het plan te stoppen. Ondertussen proberen Hook, Neal en Emma Dark Hollow te vinden, de plek waar Pans schaduw ronddoolt. Hier hopen ze de schaduw te vangen. Mary Margaret is overstuur omdat David zijn vergiftiging geheim heeft gehouden. |                                  |                       |                                      |                                    |  |
| 52 (3-08) | Think Lovely Thoughts            | David Solomon         | David H. Goodman & Robert Hull       | 17 november 2013 Verenigde Staten  |  |
| Pan leidt Henry naar een geheime grot, waar hij hem ervan overtuigt dat alleen hij magie en Neverland kan redden. Een grote strijd tussen goed en kwaad staat echter op het punt los te barsten als Emma, Mary Margaret, David, Regina, Mr. Gold, Neal en Hook een rechtstreeks pad naar Pan vinden om Henry te redden. Ondertussen, in een flashback, krijgt een jonge Rumplestiltskin een magisch item aangeboden dat hem zou kunnen helpen met het maken van een nieuwe start met zijn vader, die allesbehalve een goede vader is geweest. |                                  |                       |                                      |                                    |  |
| 53 (3-09) | Save Henry                       | Andy Goddard          | Christine Boylan & Daniel T. Thomsen | 1 december 2013 Verenigde Staten   |  |
| Henry's leven is in gevaar en er vindt een race tegen de klok plaats om Pan, die langzaam maar zeker alle krachten van Henry's hart absorbeert, te stoppen. Ondertussen, in een flashback in Storybrooke, wil Regina een gemis in haar leven vullen en vraagt ze Mr. Gold om haar te helpen met het adopteren van een baby. |                                  |                       |                                      |                                    |  |
| 54 (3-10) | The New Neverland                | Ron Underwood         | Andrew Chambliss                     | 8 december 2013 Verenigde Staten   |  |
| De inwoners van Storybrooke zijn dolblij met de terugkeer van Henry en de andere helden van Neverland. Maar zonder dat zij het doorhebben, bedenkt een goed verborgen Peter Pan een plan dat de levens van iedereen in Storybrooke voorgoed zou kunnen veranderen. Ondertussen, in een flashback, is de huwelijksreis van Snow en Charming allesbehalve romantisch als zij op zoek gaan naar een mythisch wezen dat Regina zou kunnen stoppen. |                                  |                       |                                      |                                    |  |
| 55 (3-11) | Going Home                       | Ralph Hemecker        | Edward Kitsis & Adam Horowitz        | 15 december 2013 Verenigde Staten  |  |
| Er vindt een race tegen de klok plaats om Peter Pan te stoppen. Pan is namelijk van plan om een vloek uit te spreken die iedereen in Storybrooke zou kunnen vermoorden. |                                  |                       |                                      |                                    |  |
| 56 (3-12) | New York City Serenade           | Billy Gierhart        | Edward Kitsis & Adam Horowitz        | 9 maart 2014 Verenigde Staten      |  |
| Nadat Rumplestiltskin zijn leven opgeofferd heeft om Pans kwaadaardige plan te stoppen, draait Regina haar oorspronkelijke vloek terug. Alle inwoners van Storybrooke keren terug naar the Enchanted Forest, behalve Emma en Henry. Zij herinneren zich niets meer van Storybrooke. Het gaat echter niet goed in the Enchanted Forest en Hook zoekt en vindt Emma in New York. Hij probeert om Emma's geheugen weer terug te krijgen, zodat zij haar familie uit deze moeilijke situatie kan helpen. |                                  |                       |                                      |                                    |  |
| 57 (3-13) | Witch Hunt                       | Guy Ferland           | Jane Espenson                        | 16 maart 2014 Verenigde Staten     |  |
| Emma en Henry arriveren in Storybrooke en ze zien hun familie en vrienden weer terug. Niemand kan zich echter herinneren hoe zij weer terug zijn gekeerd naar onze wereld, of wat er überhaupt allemaal gebeurd is in het jaar dat zij terug waren in the Enchanted Forest. Emma weet zeker dat iemand in de stad verantwoordelijk is voor deze nieuwe vloek en werkt samen met Regina om zijn of haar identiteit te onthullen. Ondertussen, in een flashback van het afgelopen jaar in the Enchanted Forest, proberen Regina en Robin Hood om in Regina's kasteel te breken. Het kasteel is namelijk overgenomen door the Wicked Witch.                                                                                    |                                  |                       |                                      |                                    |  |
| 58 (3-14) | The Tower                        | Ralph Hemecker        | Robert Hull                          | 23 maart 2014 Verenigde Staten     |  |
| Terwijl Emma, David, Regina en Hook hun zoektocht naar de Wicked Witch voortzetten, is Zelena een grote verrassing aan het plannen voor David. Zelena's gevangene kijkt machteloos toe hoe zij een volgende aanval op de inwoners van Storybrooke voorbereidt. Ondertussen, in een flashback van het afgelopen jaar in the Enchanted Forest, ontmoet Charming Rapunzel, die gevangen zit in een toren. Hij moet haar helpen met het onder ogen komen van haar angsten, want dat is de enige manier waarop zij de toren kan verlaten. |                                  |                       |                                      |                                    |  |
| 59 (3-15) | Quiet Minds                      | Eagle Egilsson        | Kalinda Vazquez                      | 30 maart 2014 Verenigde Staten     |  |
| Neal is terug in Storybrooke en wil graag zijn zoon Henry zien, die zich niet meer herinnert wie hij is. Daarnaast probeert Neal ook zijn eigen vader terug te vinden. Regina ontdekt een bijzondere connectie tussen haar en Robin Hood. Ondertussen, in een flashback van het afgelopen jaar in the Enchanted Forest, wil Neal niet geloven dat zijn vader echt dood is. Samen met Belle en de betoverde kandelaar Lumiere probeert hij een magische oplossing te vinden om Rumplestiltskin te laten herrijzen uit de dood. |                                  |                       |                                      |                                    |  |
| 60 (3-16) | It's Not Easy Being Green        | Mario van Peebles     | Andrew Chambliss                     | 6 april 2014 Verenigde Staten      |  |
| Met Rumplestiltskin als haar slaaf daagt Zelena Regina uit tot een gevecht tot de dood. Ze choqueert Regina met het nieuws dat ze familie van elkaar zijn. De inwoners van Storybrooke attenderen daarnaast Neals begrafenis. Ondertussen, in een flashback in Oz, vraagt een jaloerse Zelena aan de Wizard of Oz om haar naar the Enchanted Forest te sturen, nadat ze erachter is gekomen dat ze een zus heeft en dat zij les krijgt van Rumplestiltskin om een machtige tovenares te worden. |                                  |                       |                                      |                                    |  |
| 61 (3-17) | The Jolly Roger                  | Ernest Dickerson      | David H. Goodman                     | 13 april 2014 Verenigde Staten     |  |
| Ariel keert terug naar Storybrooke en vraagt om Hooks hulp om prins Eric te vinden. Hij is met de nieuwe vloek namelijk niet in Storybrooke terechtgekomen. Emma krijgt les in magie van Regina en Mary Margaret en David proberen te bewijzen dat ze net zo leuk zijn als Hook, nadat ze erachter gekomen zijn dat Henry ze saai vindt. Ondertussen, in een flashback van het afgelopen jaar in the Enchanted Forest, is Ariel boos op Hook. Haar prins Eric is vermist en ze denkt dat Hook hem heeft gekidnapt. Hook claimt echter dat hij het niet was en dat zijn schip is gestolen en dat Eric waarschijnlijk de gevangene van de dief is. De twee gaan samen op pad om the Jolly Roger en Eric te vinden.            |                                  |                       |                                      |                                    |  |
| 62 (3-18) | Bleeding Through                 | Romeo Tirone          | Jane Espenson en Daniel T. Thomsen   | 20 april 2014 Verenigde Staten     |  |
| Nadat Zelena Regina's hart gestolen heeft, spreekt Regina een spreuk uit waardoor ze kan communiceren met haar overleden moeder, om er zo achter te komen waarom Cora Zelena heeft achtergelaten. Belle komt erachter wat Zelena's echte doel is. Ondertussen, in een flashback, wordt een jonge Cora bedrogen door een man die claimt een prins te zijn. Ze blijft alleen en zwanger achter. Als ze de kans krijgt om een echte prins te ontmoeten, moet ze alles op alles zetten om haar zwangerschap te verbergen, anders zal ze alles weer verliezen. |                                  |                       |                                      |                                    |  |
| 63 (3-19) | A Curious Thing                  | Ralph Hemecker        | Edward Kitsis en Adam Horowitz       | 27 april 2014 Verenigde Staten     |  |
| Zelena dreigt Henry te vermoorden als Hook – wiens lippen vervloekt zijn – Emma niet kust. Regina en Robins liefde voor elkaar groeit. Ondertussen, in een flashback van het afgelopen jaar in the Enchanted Forest, gaan Regina, Snow en Charming op zoek naar Glinda, in de hoop dat zij hen kan helpen Zelena te verslaan. De tweede Dark Curse wordt uitgesproken door een onverwacht persoon. |                                  |                       |                                      |                                    |  |
| 64 (3-20) | Kansas                           | Gwyneth Horder-Payton | Andrew Chambliss en Kalinda Vazquez  | 4 mei 2014 Verenigde Staten        |  |
| Mary Margaret staat op het punt te bevallen en de inwoners van Storybrooke doen alles wat ze kunnen om te voorkomen dat Zelena de baby kidnapt voor haar plan om terug te gaan in de tijd, haar lot te veranderen en Regina's geboorte ongedaan te maken. Ondertussen, in een flashback in Oz, probeert Glinda Zelena te helpen haar duistere kant te onderdrukken. Glinda hoopt dat Zelena haar en haar zussen zal helpen als beschermer van Oz. Echter, de plotselinge komst van een jong meisje uit Kansas zou weleens Zelena's dood kunnen betekenen. |                                  |                       |                                      |                                    |  |
| 65 (3-21) | Snow Drifts                      | Ron Underwood         | David H. Goodman en Robert Hull      | 11 mei 2014 Verenigde Staten       |  |
| Terwijl Mary Margaret en David de geboorte van hun zoon vieren in Granny's Diner, worden Emma en Hook Zelena's portaal in gezogen. Ze komen terecht in the Enchanted Forest van het verleden. In hun reis op zoek naar een weg terug naar huis, zullen ze er voor moeten zorgen dat ze niets veranderen aan de tijdlijn. Anders brengen ze niet alleen hun eigen levens, maar ook die van hun familie en vrienden in gevaar. |                                  |                       |                                      |                                    |  |
| 66 (3-22) | There's No Place Like Home       | Ralph Hemecker        | Edward Kitsis en Adam Horowitz       | 11 mei 2014 Verenigde Staten       |  |
| Terwijl Mary Margaret en David de geboorte van hun zoon vieren in Granny's Diner, worden Emma en Hook Zelena's portaal in gezogen. Ze komen terecht in the Enchanted Forest van het verleden. In hun reis op zoek naar een weg terug naar huis, zullen ze er voor moeten zorgen dat ze niets veranderen aan de tijdlijn. Anders brengen ze niet alleen hun eigen levens, maar ook die van hun familie en vrienden in gevaar. |                                  |                       |                                      |                                    |  |

## Seizoen 4 (2014 – 2015)
| Nr. | Titel                             | Regisseur                       | Schrijver(s)                       | Uitzenddata                        |  |
| --- | --------------------------------- | ------------------------------- | ---------------------------------- | ---------------------------------- |  |
| 67 (4-01) | A Tale of Two Sisters             | Ralph Hemecker                  | Edward Kitsis & Adam Horowitz      | 28 september 2014 Verenigde Staten |  |
| Een bange en verwarde Elsa is gearriveerd in Storybrooke en creëert een sneeuwmonster om zichzelf te beschermen tegen de inwoners van het dorp, van wie ze niet weet wat hun intenties zijn. Nu Marian ook terug is in Storybrooke, vraagt Regina zich af of haar relatie met Robin nu voorbij is. Mr. Gold en Belle gaan ondertussen op huwelijksreis. Gold vindt een mysterieus object, waardoor hij begint te twijfelen of hij Belle wel echt de controle over zijn dolk moet geven. Hook realiseert zich dat Emma hem probeert te vermijden sinds ze terug zijn van hun tijdreis. Emma probeert Regina te helpen, omdat ze zich verantwoordelijk voelt voor het feit dat Robin en Regina's relatie nu waarschijnlijk over is. Ondertussen, in Arendelle in het verleden, maakt Anna zich klaar om te trouwen met Kristoff. Anna ontdekt echter dat haar ouders – die stierven tijdens een bootreis – destijds op weg waren naar een mysterieuze plek waar waarschijnlijk het antwoord ligt over Elsa's magie. Tegen Elsa's wens in, gaat Anna op weg om de reis die haar ouders begonnen zijn, af te maken. |                                   |                                 |                                    |                                    |  |
| 68 (4-02) | White Out                         | Ron Underwood                   | Jane Espenson                      | 5 oktober 2014 Verenigde Staten    |  |
| Terwijl ze wanhopig probeert om haar zus Anna te vinden, schrikt Elsa van Emma en sluit ze hen beiden per ongeluk op in een ijsgrot. De alsmaar dalende temperatuur brengt Emma's leven in gevaar. Regina, die depressief is vanwege haar breuk met Robin Hood, sluit zichzelf af van de stad en van Henry, die verdriet heeft dat zijn adoptiemoeder hem niet meer toelaat. Nu de inwoners van Storybrooke Mary Margaret als hun leider zien, probeert zij ervoor te zorgen dat de elektriciteit in de stad weer werkt nadat Elsa de elektriciteitskabels heeft verwoest. Ondertussen, in een flashback in the Enchanted Forest, ontmoeten Anna en Prince Charming elkaar en leert zij hem om te vechten tegen Bo Peep, die dreigt om Ruths boerderij van haar af te pakken als ze niet op tijd betaalt. |                                   |                                 |                                    |                                    |  |
| 69 (4-03) | Rocky Road                        | Morgan Beggs                    | David H. Goodman & Jerome Schwartz | 12 oktober 2014 Verenigde Staten   |  |
| Wanneer een spreuk, die dreigt haar hart te bevriezen en haar te doden, op Marian wordt gelegd, beschuldigen de Storybrookebewoners Elsa. Maar een mysterieuze vrouw, die de lokale ijssalon runt, heeft dezelfde krachten als Elsa en probeert haar vals te beschuldigen. Emma en David vinden Will Scarlet in Robin Hoods tent, Regina en Henry proberen erachter te komen wie de schrijver van het Sprookjesboek is en Mary Margaret heeft problemen met haar nieuwe functie als burgemeester van Storybrooke en moeder van Neal. Hook begint Mr. Gold ervan te verdenken dat hij nog altijd de controle over de Dark Onedolk heeft. Ondertussen, in het Arendelle van het verleden, gaan Elsa en Kristoff op zoektocht zodat ze Hans – die Arendelle probeert over te nemen – kunnen stoppen. |                                   |                                 |                                    |                                    |  |
| 70 (4-04) | The Apprentice                    | Ralph Hemecker                  | Andrew Chambliss & Dana Horgan     | 19 oktober 2014 Verenigde Staten   |  |
| Nadat Emma Hook meegevraagd heeft op een echte date, gaat de voormalig kapitein naar Mr. Gold met de vraag of hij Hooks hand weer kan teruggeven. Op die manier kan Hook Emma eindelijk met beide handen omhelzen. Maar magie komt altijd met een prijs. Henry en Mary Margaret proberen Regina te steunen. Zij zit ermee dat ze nog geen remedie heeft gevonden voor de ijzige vloek die op Marian rust. Will Scarlet probeert in te breken in de bibliotheek van Storybrooke, in de hoop een speciaal boek te vinden. Ondertussen, in een flashback in The Enchanted Forest, is Rumplestiltskin op zoek naar een magische doos die wordt beschermd door The Sorcerer's Apprentice en hij heeft Anna misschien nodig om hem daarmee te helpen. |                                   |                                 |                                    |                                    |  |
| 71 (4-05) | Breaking Glass                    | Alrick Riley                    | Kalinda Vazquez & Scott Nimerfro   | 26 oktober 2014 Verenigde Staten   |  |
| Wanneer Sidney – die weer gevangen zit in een spiegel – de locatie van de Snow Queen ontdekt, werkt Regina met tegenzin samen met Emma om haar te vinden. Terwijl Belle babysit op baby Neal, gaan David en een nerveuze Mary Margaret voor het eerst sinds Neals geboorte weer uit. Maar wat een date had moeten zijn, eindigt in een zoektocht naar Will Scarlet, die uit de gevangenis ontsnapt is. Elsa ziet Anna in de bossen rondom Storybrooke en besluit om ook de achtervolging in te zetten. Ondertussen, in een flashback, sluit een jonge Emma vriendschap met een meisje dat, net als zij, een weggelopen weeskind is. |                                   |                                 |                                    |                                    |  |
| 72 (4-06) | Family Business                   | Mario Van Peebles               | Kalinda Vazquez & Andrew Cambliss  | 2 november 2014 Verenigde Staten   |  |
| De zoektocht naar de Snow Queen is officieel begonnen. Emma komt erachter dat de Snow Queen eens haar pleegmoeder was, maar ze herinnert zich hier vreemd genoeg niets meer van. De inwoners van Storybrooke hopen erachter te komen wat de Snow Queen voor Elsa en de andere inwoners van Storybrooke in petto heeft. Belle, die niet weet dat ze een neppe Dark Onedolk heeft, gebruikt de dolk op haar man om achter de schuilplaats van de Snow Queen te komen. Ondertussen, in een flashback, reist Belle naar Arendelle en zoekt – met hulp van Anna – naar Grand Pabbie, in de hoop dat hij haar kan helpen met haar verdwenen herinneringen aan de dag dat haar moeder overleed. |                                   |                                 |                                    |                                    |  |
| 73 (4-07) | The Snow Queen                    | Billy Gierhart                  | Edward Kitsis & Adam Horowitz      | 9 november 2014 Verenigde Staten   |  |
| Emma neemt de Snow Queen gevangen en ondervraagd haar op het bureau van de sheriff. Ingrid geeft zich echter niet gemakkelijk gewonnen en gebruikt haar kennis van Emma's verleden om haar te manipuleren en te laten zien dat ze meer op elkaar lijken dan ze denkt. De relatie tussen Regina en Robin wordt continu complexer, nu Marian langzaam aan het doodgaan is en Regina wanhopig een oplossing probeert te vinden. Emma begint te zien wat ze allemaal gemist heeft nu ze ziet hoe betrokken haar ouders zijn bij Neal. Henry begint zijn baantje bij Mr. Golds shop, in de hoop om hier meer aanwijzingen te vinden over de schrijver van het sprookjesboek. Ondertussen, in een flashback in Arendelle, ontmoeten we een jonge Snow Queen en zien we wat haar connectie is met Elsa en Anna en hoe ze haar spectaculaire, maar dodelijke magische krachten ontdekt. |                                   |                                 |                                    |                                    |  |
| 74 (4-08) | Smash the Mirror (2 Part Special) | Eagle Egillson & Ralph Hemecker | David H. Goodman & Jerome Schwartz | 16 november 2014 Verenigde Staten  |  |
| In een flashback in Arendelle probeert Ingrid om Elsa en Anna tegen elkaar op te zetten. Ze komt erachter dat dit moeilijker blijkt dan verwacht en neemt drastische maatregelen. Ondertussen heeft Emma in Storybrooke geen controle meer over haar magische krachten en uit angst haar geliefden pijn te doen, zondert ze zich af. Ze wendt zich tot Mr. Gold voor hulp om haar magie weer onder controle te krijgen. Hij vertelt haar over een manier om voor altijd van haar krachten af te zijn en Hook probeert Emma tegen te houden. Regina's zoektocht naar de schrijver van het sprookjesboek neemt een onverwachte wending. Robin Hood en Will Scarlet werken samen aan een missie en Mary Margaret en David proberen Emma te vinden. |                                   |                                 |                                    |                                    |  |
| 75 (4-09) | Fall                              | Mario van Peebles               | Jane Espenson                      | 30 november 2014 Verenigde Staten  |  |
| De Spell of Shattered Sight nadert Storybrooke en Mary Margaret en David roepen iedereen op om zich voor te bereiden op de vloek. Belle en de feeën werken samen om een tegengif tegen de vloek te maken. Gold, met Hook als zijn slaaf, regelt een ontsnappingsplan voor zichzelf. Regina en Robin bereiden zich voor op het ergste, terwijl Emma en Elsa met behulp van magie proberen om Anna op te sporen. In Arendelle ontdooien Anna, Kristoff en de rest van Arendelle van de betovering van Ingrid en komen ze erachter dat het land wederom in gevaar is. |                                   |                                 |                                    |                                    |  |
| 76 (4-10) | Shattered Sight                   | Gwyneth Horder-Payton           | Scott Nimerfro & Tze Chun          | 7 december 2014 Verenigde Staten   |  |
| Storybrooke is één grote chaos en onder de vloek van Ingrid is niemand veilig. Emma en Elsa beginnen aan een race tegen de klok om zichzelf te ontdoen van Ingrids betoverde linten en zoeken een manier om Ingrid en haar vloek te stoppen. David kan alleen maar toekijken hoe Regina en Mary Margaret met elkaar in gevecht gaan. Ondertussen heeft Mr. Gold het plan om Storybrooke voor altijd te verlaten met Belle en Henry en zijn Will Scarlet en Hook ineens elkaars grootste vijanden. Kristoffs koppigheid zorgt ervoor dat Anna iets hartverwarmends ontdekt. |                                   |                                 |                                    |                                    |  |
| 77 (4-11) | Heroes and Villains               | Ralph Hemecker                  | Edward Kitsis & Adam Horowitz      | 14 december 2014 Verenigde Staten  |  |
| Nu Ingrids vloek is opgeheven, moeten de inwoners van Storybrooke de draad weer oppakken en Regina wordt gedwongen een moeilijke keuze te maken. Hooks leven hangt aan een zijden draadje, terwijl Golds honger naar macht een bedreiging vormt voor iedereen van wie Hook houdt. In een flashback in the Enchanted Forest gebeurt er iets in het leven Belle en Rumplestiltskin dat een verregaand effect zal hebben op hun huidige relatie. |                                   |                                 |                                    |                                    |  |
| 78 (4-12) | Darkness on the Edge of Town      | Jon Amiel                       | Edward Kitsis & Adam Horowitz      | 1 maart 2015 Verenigde Staten      |  |
| Nu Mr. Gold verbannen is uit de stad, proberen de inwoners van Storybrooke hun gewone levens weer op te pakken. Hook en Belle gaan op zoek naar een manier om de feeën te bevrijden uit de hoed van The Sorcerer, terwijl Regina, Emma en Henry verder zoeken naar aanwijzingen over de identiteit van de auteur van het sprookjesboek. Maar als een beangstigende duisternis Storybrooke omhuld, zijn Regina en Emma gedwongen om het op te nemen tegen een nieuwe vijand. Ondertussen, in New York, gaan Mr. Gold en Ursula op zoek naar Cruella De Vil. |                                   |                                 |                                    |                                    |  |
| 79 (4-13) | Unforgiven                        | Adam Horowitz                   | Andrew Chambliss & Kalinda Vazquez | 8 maart 2015 Verenigde Staten      |  |
| David en Mary Margaret vermoeden dat Cruella en Ursula niet alleen naar Storybrooke zijn gekomen om hun happy ending te vinden. Ze zijn bang dat er een geheim onthuld zal worden, waarvan ze hoopten dat het al lang vergeten zou zijn. Emma begint haar eigen onderzoek naar de twee nieuwelingen en heeft het gevoel dat haar familie en vrienden iets voor haar verbergen. Regina en Henry zetten hun zoektocht naar de auteur van het boek voort en hopen dat Pinnochio zich wellicht een aanwijzing uit het boek herinnert. Ondertussen, in een flashback in the Enchanted Forest, ontmoeten Snow en Charming de Queens of Darkness vlak voordat de Dark Curse wordt uitgesproken over het hele land. |                                   |                                 |                                    |                                    |  |
| 80 (4-14) | Enter the Dragon                  | Ralph Hemecker                  | David H. Goodman & Jerome Schwartz | 15 maart 2015 Verenigde Staten     |  |
| Regina gaat, tegen de zin van Emma, undercover bij de Queens of Darkness. Om te bewijzen dat ze nog steeds een van hen is, draagt Maleficent haar op om Pinocchio te ontvoeren. Emma volgt Regina, maar raakt haar spoor kwijt nadat Regina haar gsm heeft laten vallen. Intussen heeft Hook een dringende vraag voor Belle. Hij is bang dat Repelsteeltje al terug is in Storybrooke en stelt voor om de dolk ergens anders te begraven. Belle geeft Hook de dolk en vertrekt, maar ziet niet dat Hook eigenlijk een vermomd Repelsteeltje is. Wanneer Regina Pinocchio naar de blokhut brengt, ontdekt ze dat Repelsteeltje terug in de stad is én zijn dolk terug heeft. Hierop verandert Repelsteeltje Pinocchio terug in de man die hij ooit was: August W. Booth. In een flashback in the Enchanted Forest bezoekt Regina Maleficent in de hoop dat zij haar kan helpen om wraak te nemen op Sneeuwwitje. Maleficent is echter uitgeblust door het wekken van Briar Rose. Wanneer Regina haar vertelt dat de dochter van Briar Rose, Aurora, op het punt staat om te trouwen, krijgt Maleficent, met een beetje hulp van een aanvallende King Stephan, haar drakenvuur terug en plaatst ze Aurora onder een Slaapvloek. |                                   |                                 |                                    |                                    |  |
| 81 (4-15) | Poor Unfortunate Soul             | Steve Pearlman                  | Andrew Chambliss & Dana Horgan     | 22 maart 2015 Verenigde Staten     |  |
| Hook gooit zijn ingewikkeld verleden met Ursula in de strijd om via haar het masterplan van Gold te achterhalen. Gold en de Queens of Darkness martelen August om zo meer over de geheimzinnige Schrijver te weten te komen, terwijl Emma, David en Mary Margaret alles op alles zetten om hem te redden. Regina vreest voor de veiligheid van Robin Hood en heeft steeds meer moeite om haar dekmantel te behouden. In een flashback vraagt een roekeloze Ursula de hulp van Hook om weg te lopen van thuis. Ze ontdekt echter al snel dat het niet verstandig is om een piraat te vertrouwen. |                                   |                                 |                                    |                                    |  |
| 82 (4-16) | Best Laid Plans                   | Ron Underwood                   | Kalinda Vazquez & Jane Espenson    | 29 maart 2015 Verenigde Staten     |  |
| Hook brengt Emma op de hoogte van Golds plannen met haar. Intussen probeert Regina de slechteriken op een dwaalspoor te brengen. Henry maakt een doorbraak in zijn zoektocht naar de Schrijver, maar Mary Margaret en David willen eerst nadenken over de beste oplossing voor hun probleem. In een flashback zoeken Sneeuwwitje en Charming wanhopig naar een manier om hun kind als held te laten opgroeien. Wanneer een reizende handelaar naar een oude man stuurt, komen Sneeuwwitje en Charming voor een moeilijke keuze te staan. Ze kunnen hun kind laten opgroeien tot held, maar zullen de rest van hun leven moeten leven met de gevolgen van die daad, die veel te maken heeft met het pasgeboren kind van Maleficent. |                                   |                                 |                                    |                                    |  |
| 83 (4-17) | Heart of Gold                     | Billy Gierhart                  | Tze Chun & Scott Nimerfro          | 12 april 2015 Verenigde Staten     |  |
| Emma moet nog steeds bekomen van de waarheid over wat er zich tussen haar ouders en Maleficent heeft afgespeeld. Ze moet zich echter focussen op het vinden van de Schrijver voor Gold dat doet. Gold heeft zijn happy end dringender nodig dan ooit en chanteert Regina om hem te helpen. Zij doet een schokkende ontdekking. In een flashback uit 'the Enchanted Forest' leert Robin Hood wat het betekent om een eerzame dief te zijn wanneer hij een voorstel van Repelsteeltje accepteert. Hij moet het Elixer van het Gekwetste Hart stelen uit de vertrekken van de Wicked Witch of the West. In een flashback in New York komen we te weten wat er met Robin Hood en zijn gezin is gebeurd na hun vertrek uit Storybrooke. Wanneer het gezin Gold ontmoet, krijgt deze laatste een hartaanval. In het ziekenhuis zendt Gold Robin op pad om het Elixer te halen uit de winkel van de Wizard of Oz. Wanneer Gold, nadat hij het elixer gekregen heeft van Robin, bezoek krijgt van Marian, wacht hem een schokkende ontdekking. |                                   |                                 |                                    |                                    |  |
| 84 (4-18) | Sympathy for the De Vil           | Romeo Tirone                    | David H. Goodman & Jerome Schwartz | 19 april 2015 Verenigde Staten     |  |
| In een fictieve setting van het Oude Engeland van de jaren 20, ontmoeten we in een flashback een jonge Cruella. Haar moeder gebruikt haar dalmatiërs om haar dochter te terroriseren. Cruella zit opgesloten in haar moeders kelder, totdat een mysterieuze vreemdeling verschijnt en haar aanmoedigt om zich te verzetten tegen haar moeder. In Storybrooke probeert Regina Mr. Gold te chanteren, zodat hij haar plan om naar New York te gaan om Robin te redden niet kan verpesten. Haar trip naar New York kan echter niet doorgaan als zij en Emma erachter komen dat Cruella Henry heeft gekidnapt. |                                   |                                 |                                    |                                    |  |
| 85 (4-19) | Lily                              | Ralph Hemecker                  | Andrew Chambliss & Dana Horgan     | 26 april 2015 Verenigde Staten     |  |
| Emma's kans om duister te worden, wordt steeds groter, maar dat weerhoudt haar er niet van om op een zoektocht te gaan. Ze realiseert zich namelijk dat Maleficents dochter dezelfde persoon is als haar vroegere beste vriendin Lily. Regina gaat met Emma mee, zodat ze tegelijkertijd Robin kunnen waarschuwen voor Zelena. Geen van beide is echter voorbereid op de harde waarheid die ze onder ogen moeten zien tijdens hun reis. Ondertussen, in Storybrooke, hebben Gold en Belle een crisis. En in een flashback naar Emma's jaren als pleegkind, lijkt Emma eindelijk een leuk pleeggezin gevonden te hebben, totdat Lily alles komt verpesten. |                                   |                                 |                                    |                                    |  |
| 86 (4-20) | Mother                            | Ron Underwood                   | Jane Espenson                      | 3 mei 2015 Verenigde Staten        |  |
| Emma keert terug naar Storybrooke en herenigt Maleficent met Lily, terwijl Regina en Robin proberen om te gaan met Zelena's zwangerschap. Als het met Golds gezondheid steeds slechter lijkt te gaan, komt Isaac in beeld. Hij heeft namelijk speciale inkt nodig om de geschiedenis te herschrijven, en daarmee kan hij ook Golds leven redden. In een flashback in the Enchanted Forest, keert Cora terug uit Wonderland om Regina om vergiffenis te smeken voor de dood van Daniel. Ze belooft plechtig dat ze haar dochter zal helpen met het vinden van een nieuwe ware liefde. |                                   |                                 |                                    |                                    |  |
| 87 (4-21) | Operation Mongoose – Part 1       | Romeo Tirone                    | Edward Kitsis & Adam Horowitz      | 10 mei 2015 Verenigde Staten       |  |
| Isaac en Gold vormen een team en proberen de geschiedenis te veranderen. Emma, Regina, Hook, Mary Margaret en David proberen ze tegen te houden, maar tevergeefs. Isaac herschrijft alle sprookjes op zo'n manier dat alle slechteriken helden worden, en alle helden slechteriken. Een happy ending voor de helden die wij kennen lijkt dan ook ver weg en Henry is hun enige hoop. Hij is de enige die alles weer naar het oude kan brengen, maar het is een race tegen de klok, die eindigt in een schokkende twist. |                                   |                                 |                                    |                                    |  |
| 88 (4-22) | Operation Mongoose – Part 2       | Ralph Hemecker                  | Edward Kitsis & Adam Horowitz      | 10 mei 2015 Verenigde Staten       |  |
| Isaac en Gold vormen een team en proberen de geschiedenis te veranderen. Emma, Regina, Hook, Mary Margaret en David proberen ze tegen te houden, maar tevergeefs. Isaac herschrijft alle sprookjes op zo'n manier dat alle slechteriken helden worden, en alle helden slechteriken. Een happy ending voor de helden die wij kennen lijkt dan ook ver weg en Henry is hun enige hoop. Hij is de enige die alles weer naar het oude kan brengen, maar het is een race tegen de klok, die eindigt in een schokkende twist. |                                   |                                 |                                    |                                    |  |

## Seizoen 5 (2015 – 2016)
| Nr. | Titel                 | Regisseur             | Schrijver(s)                        | Uitzenddata                        |  |
| --- | --------------------- | --------------------- | ----------------------------------- | ---------------------------------- |  |
| 89 (5-01) | The Dark Swan         | Ron Underwood         | Edward Kitsis & Adam Horowitz       | 27 september 2015 Verenigde Staten |  |
| Vlak nadat Emma de Dark One is gewordten verdwijnt ze en de inwoners van Storybrooke moeten samenwerken om haar te helpen. Eerst moeten ze haar echter vinden en daarbij hebben ze de hulp nodig van een onverwacht persoon. Emma probeert de duisternis te weerstaan en gaat op zoek naar Merlin, in de hoop dat hij haar transformatie kan stoppen. Op weg naar Camelot krijgt ze hulp van prinses Merida, koning Arthur en de andere leden van de Ronde Tafel. |                       |                       |                                     |                                    |  |
| 90 (5-02) | The Price             | Romeo Tirone          | Andrew Chambliss & Dana Horgan      | 4 oktober 2015 Verenigde Staten    |  |
| In een poging om Emma te beschermen, stapt Regina naar voren en profileert zich als een goedaardig persoon. Arthur en Guinevere organiseren een bal om de inwoners van Storybrooke te verwelkomen in Camelot, maar als het bal een dodelijke twist krijgt, komen Robin en David in actie. Terug in Storybrooke, doet Hook alles wat in zijn macht ligt om Emma weer terug aan de kant van de helden te krijgen. De helden ontdekken dat er wat onverwacht bagage is meegekomen vanuit Camelot. |                       |                       |                                     |                                    |  |
| 91 (5-03) | Siege Perilous        | Ralph Hemecker        | Jane Espenson                       | 11 oktober 2015 Verenigde Staten   |  |
| in Camelot werkt iedereen samen om Merlin uit de boom te bevrijden. David gaat op een zoektocht naar een magisch item dat zou kunnen helpen en Arthur wil graag met hem mee, omdat het een gevaarlijke tocht kan worden. Ondertussen ontdekt Mary Margaret wat er werkelijk met haar oude vriend Lancelot is gebeurd. Terug in Storybrooke, vraagt Arthur David om hulp in de zoektocht naar een dief die de veiligheid van de inwoners van Camelot bedreigt. Emma probeert Hook te overtuigen van haar onschuld, maar is eigenlijk alleen maar bezig met haar plan om Excalibur uit de steen te bevrijden. |                       |                       |                                     |                                    |  |
| 92 (5-04) | The Broken Kingdom    | Alrick Riley          | David H. Goodman & Jerome Schwartz  | 18 oktober 2015 Verenigde Staten   |  |
| Vanwege een cryptische waarschuwing van Lancelot, realiseert Mary Margaret zich dat Arthur misschien wel hun grootste dreiging is. David gelooft dat echter niet. Ondertussen probeert Emma zich te verzetten tegen de stemmen in haar hoofd en Hook helpt haar daarmee. In een flashback in Camelot realiseert Guinevere zich dat Arthur doordraait en obsessief bezig is met Excalibur. Samen met Lancelot gaat ze op een gevaarlijke reis naar het hart van de duisternis. In Storybrooke laat Emma een geheim wapen los in de volgende fase van haar plan om de dappere held te vinden die Excalibur uit de steen kan bevrijden. |                       |                       |                                     |                                    |  |
| 93 (5-05) | Dreamcatcher          | Romeo Tirone          | Edward Kitsis & Adam Horowitz       | 25 oktober 2015 Verenigde Staten   |  |
| In Camelot proberen Mary Margaret en David voor Arthur de dolk van de Dark One te pakken te krijgen. Emma gebruikt een dromenvanger om in het verleden te kijken en ziet zo hoe Merlin veranderd werd in een boom. Samen met Regina ontdekt ze het benodigde ingrediënt om Merlin uit de boom te bevrijden, maar bij het vinden van dit ingrediënt raken ze verwikkeld in een race tegen Arthur, die niet wil dat Merlin vrijkomt. Ondertussen, met de aanmoediging van zijn moeders, verzamelt Henry de moed om Violet mee op date te vragen. Terug in Storybrooke, breken de helden in in Emma's huis in de hoop om Mr. Gold te vinden, maar in plaats daarvan vinden ze iets wat veel te maken heeft met Emma's uiteindelijke doel. Op een plek waar niemand ze kan vinden, begint Merida aan haar missie om Gold te veranderen in de held die ze allemaal nodig hebben.                                                     |                       |                       |                                     |                                    |  |
| 94 (5-06) | The Bear and the Bow  | Ralph Hemecker        | Andrew Chambliss & Tze Chun         | 1 november 2015 Verenigde Staten   |  |
| In een flashback in Camelot, krijgt Merida na haar ontmoeting met Merlin, Hook, David en Belle nieuwe hoop om haar broers te redden van de clans van DunBroch. Ze neemt Belle mee op een gevaarlijke reis die eindigt in een grote les over moed. In Storybrooke ontdekken Regina, Mary Margaret en David een spreuk waarmee een van Merlins uitverkorenen met Merlin kan communiceren. Ze vragen Arthur om hulp, maar hij faalt en daardoor beginnen de helden te vermoeden dat er iets niet klopt. Ondertussen draagt Emma Merida op om Belle te vermoorden, om zo Gold te dwingen een held te zijn. Merida kan, vanwege haar gestolen hart, niet weigeren en Gold moet de moed vinden om te vechten voor Belles leven. Anders raakt hij haar voor altijd kwijt. |                       |                       |                                     |                                    |  |
| 95 (5-07) | Nimue                 | Romeo Tirone          | Jane Espenson                       | 8 november 2015 Verenigde Staten   |  |
| In Camelot bedenkt Merlin een plan om de Dark One Dagger en Excalibur te herenigen, om zo Emma te redden van de duisternis. Samen met Zelena proberen de helden om in te breken in Arthurs kasteel om het zwaard te stelen van Arthur, die zichzelf steeds meer begint te verliezen. Ondertussen neemt Merlin Emma mee op reis om de allereerste Dark One te confronteren en de heilige vlam te vinden waarmee hij het zwaard en de dolk weer heel kan maken. Het wordt geen gemakkelijke missie en alles zou zomaar eens uit de hand kunnen lopen. In een flashback van heel lang geleden vindt een jonge Merlin een heilige graal waarmee hij onsterfelijkheid en magische krachten ontvangt. Maar als hij verliefd wordt op een jonge vluchteling genaamd Nimue verandert alles voor hem. Hun liefde is het begin van een lange keten van gebeurtenissen die nog steeds een grote invloed heeft op onze helden in het heden. |                       |                       |                                     |                                    |  |
| 96 (5-08) | Birth                 | Eagle Eglison         | David H. Goodman & Jerome Schwartz  | 15 november 2015 Verenigde Staten  |  |
| De spanningen in Camelot lopen hoog op wanneer Merlin, nu onder Arthurs controle, een ultimatum stelt voor Emma. Als zij Arthur haar Dagger en de vlam van Prometheus niet overhandigt, zal Merlin haar hele familie uitroeien. Emma is niet bereid om zich zo gemakkelijk over te geven en ze besluit de strijd aan te gaan met Merlin, Arthur en Zelena. Net als het einde in zicht is en alle ellende eindelijk gestopt kan worden, maakt Emma een schokkende beslissing die niemand aan zag komen. Terug in Storybrooke wordt Zelena's zwangerschap plotseling versneld en probeert Hook wanhopig om antwoorden te krijgen van de Dark One. |                       |                       |                                     |                                    |  |
| 97 (5-09) | The Bear King         | Geofrey Hildrew       | Andrew Chambliss                    | 15 november 2015 Verenigde Staten  |  |
| Zelena en Arthur gaan op reis naar DunBroch om een magisch item te vinden waarmee ze in het voordeel zullen zijn in hun strijd tegen Emma. Ook Merida is op reis, om een schuld van haar vader Fergus te betalen aan de heks. Hierbij krijgt ze hulp van Mulan en Ruby, maar Merida kan haar schuld pas vervullen en DunBroch redden als ze weet wie degene is die haar vader heeft vermoord. In flashbacks wordt Merida getraind als strijder en staat ze aan haar vaders zij in de beroemde veldslag die Fergus niet zal overleven. |                       |                       |                                     |                                    |  |
| 98 (5-10) | Broken Heart          | Romeo Tirone          | Dana Horgan & Tze Chun              | 29 november 2015 Verenigde Staten  |  |
| In een flashback in Camelot wordt Hook de Dark One en hij wil wraak nemen op Rumplestiltskin. Als Emma en Hook het oneens worden over hun volgende stap, worden de laatste puzzelstukjes op hun plek gelegd om de gebeurtenissen in het heden compleet te kunnen begrijpen. Een confrontatie tussen lichte en zwarte magie staat op het punt te gebeuren. Ondertussen, in Storybrooke, wordt Hooks wraakgevoel steeds groter. Emma doet alles wat ze kan om Hook niet te laten toegeven aan de duisternis, maar moet al snel op een nieuwe missie als onverwachte kwade krachten worden vrijgelaten vanuit de Onderwereld. |                       |                       |                                     |                                    |  |
| 99 (5-11) | Swan Song             | Gwyneth Horder-Payton | Edward Kitsis & Adam Horowitz       | 6 december 2015 Verenigde Staten   |  |
| Duisternis omhult Storybrooke als alle Dark Ones uit het verleden vanuit de Onderwereld naar het stadje komen om levende zielen te offeren. Gold adviseert David, Mary Margaret en de anderen om hun laatste levende momenten in het bijzijn van hun familie te zijn. Emma weigert echter om op te geven, wetend dat zij verantwoordelijk is voor alle domme keuzes die ze heeft gemaakt als Dark One. Er is maar één probleem: Dark One Hook. In een allerlaatste gevecht om het lot van Storybrooke en al haar inwoners, maakt Hook een keuze die alles zal veranderen. In een flashback in the Enchanted Forest wordt Hook getest door de Evil Queen; zij confronteert hem met een geest uit het verleden. |                       |                       |                                     |                                    |  |
| 100 (5-12) | Souls of the Departed | Ralph Hemecker        | Edward Kitsis & Adam Horowitz       | 6 maart 2016 Verenigde Staten      |  |
| Emma, Regina, Mary Margaret, David, Robin, Henry en Gold arriveren in de Onderwereld, op een missie om Hook te redden. Ze komen er echter al snel achter dat dit niet gemakkelijk gaat worden. De inwoners van de Onderwereld – allemaal zielen die nog niet klaar waren om te gaan – volgen de helden bij elke beweging. Ondertussen, in een flashback in the Enchanted Forest, komt een bekend gezicht uit het verleden van de Evil Queen terug om haar het perfecte verjaardagscadeau te schenken. |                       |                       |                                     |                                    |  |
| 101 (5-13) | Labor of Love         | Billy Gierhart        | Andrew Chambliss & Dana Horgan      | 13 maart 2016 Verenigde Staten     |  |
| In de Onderwereld stelt een ontsnapte gevangene uit Hades' gevangenis Emma ervan op de hoogte dat ook Hook gevangen wordt gehouden. Maar voordat ze Hook kunnen redden, moeten ze eerst een verschrikkelijk monster verslaan, dat de gevangenis bewaakt. Mary Margaret zoekt een vriend van vroeger die kan helpen om het beest te verslaan. Ze komt er echter achter dat deze vriend nogal veranderd is. Ondertussen, in een flashback in the Enchanted Forest, vindt een jonge Snow White het moeilijk om de vrede in haar koninkrijk te bewaren. Ook moet ze leren om een echte held te zijn als ze ooit koningin wil worden. |                       |                       |                                     |                                    |  |
| 102 (5-14) | Devil's Due           | Alrick Riley          | Jane Espenson                       | 20 maart 2016 Verenigde Staten     |  |
| Hooks gevangenschap neemt een duistere wending als Hades dreigt om hem in de Rivier van Verloren Zielen te gooien nadat Hook geweigerd heeft te bepalen welke drie vrienden permanent in de Onderwereld moeten blijven. Ondertussen wil Gold plotseling helpen om Hook te vinden, zodat hij terug kan keren naar Storybrooke, waar Belle op hem wacht. Om zijn plan te doen slagen, zal hij echter eerst zijn ex-vrouw Milah moeten vinden in de Onderwereld om haar om hulp te vragen. In een flashback in the Enchanted Forest krijgen Rumplestiltskin en Milah te maken met een crisis om leven of dood over hun zoon Baelfire. Hierdoor wordt Rumple gedwongen een deal te sluiten met gevolgen die hem zullen blijven achtervolgen. |                       |                       |                                     |                                    |  |
| 103 (5-15) | The Brothers Jones    | Eagle Eglisson        | Jerome Schwartz & David H. Goodman  | 27 maart 2016 Verenigde Staten     |  |
| Hook en Emma zijn eindelijk herenigd en moeten een manier vinden om met hun vrienden uit de onderwereld te ontsnappen. Hook is verbaasd als zijn broer Liam ineens voor zijn neus staat en Henry is het zat om altijd aan de zijlijn mee te moeten kijken. Intussen zet Hades nog meer middelen in om de helden in zijn rijk te houden. |                       |                       |                                     |                                    |  |
| 104 (5-16) | Our Decay             | Steve Pearlman        | Tze Chun & Dana Horgan              | 3 april 2016 Verenigde Staten      |  |
| Emma, Regina, Hook, Snow, David, Robin en Henry zoeken nog steeds naar een manier om Hades te verslaan en te ontsnappen uit Underworld. Gold creëert een portaal zodat Zelena, Belle en baby Hood naar het rijk der doden kunnen vertrekken. Hij wordt herenigd met zijn geliefde maar hierdoor komt ze ook achter de schokkende waarheid. |                       |                       |                                     |                                    |  |
| 105 (5-17) | Her Handsome Hero     | Romeo Tirone          | Jerome Schwartz                     | 10 april 2016 Verenigde Staten     |  |
| Belle vraagt Rumple om hulp om hun ongeboren kind tegen Hades te beschermen maar verbiedt hem daarbij zwarte magie te gebruiken. In flashbacks zien we hoe Belle en Gaston elkaar ontmoeten en verliefd worden totdat de Orge Wars roet in het eten gooien. Emma wordt geplaagd door een verschrikkelijke nachtmerrie die uit lijkt te komen. |                       |                       |                                     |                                    |  |
| 106 (5-18) | Ruby Slippers         | Eriq La Salle         | Andrew Chambliss & Bill Wolkoff     | 17 april 2016 Verenigde Staten     |  |
| In flashbacks bevinden Ruby en Mulan zich in Oz, waar ze Dorothy ontmoeten. Nadat Zelena teruggekeerd is naar het magische oord, besluit het trio een manier te vinden om haar te verslaan. Maar Dorothy verdwijnt spoorloos en Ruby's pogingen haar te vinden brengen haar naar de onderwereld. Daar vraagt ze de helden om hulp. Snow en David beginnen hun zoon steeds meer te missen en maken een plan zodat een van hen Underworld kan verlaten en hem kan zien. |                       |                       |                                     |                                    |  |
| 107 (5-19) | Sisters               | Romeo Tirone          | David H. Goodman & Brigitte Hales   | 24 april 2016 Verenigde Staten     |  |
| Nu Hades en Zelena eindelijk samen zijn, vertelt hij haar dat hij de onderwereld samen wil verlaten. Zelena hoeft daarvoor alleen Hades' hart te genezen met een kus uit ware liefde. Bijkomend voordeel: de helden zitten dan voor eeuwig gevangen. Regina hoort de twee geliefden praten over hun verschrikkelijke plan en roept de hulp in van Cora. Zij onthult echter een geheim uit het verleden dat Regina en Zelena's levens voor altijd kan veranderen. David ontmoet eindelijk zijn tweelingbroer James en komt erachter dat deze nog steeds wraak wil nemen omdat David zijn leven heeft 'gestolen'. |                       |                       |                                     |                                    |  |
| 108 (5-20) | Firebird              | Ron Underwood         | Jane Espenson                       | 1 mei 2016 Verenigde Staten        |  |
| ... |                       |                       |                                     |                                    |  |
| 109 (5-21) | Last Rites            | Craig Powell          | Jerome Schwartz                     | 8 mei 2016 Verenigde Staten        |  |
| ... |                       |                       |                                     |                                    |  |
| 110 (5-22) | Only You              |                       | Andrew Chambliss & David H. Goodman | 15 mei 2016 Verenigde Staten       |  |
| ... |                       |                       |                                     |                                    |  |
| 111 (5-23) | An Untold Story       |                       | Edward Kitsis & Adam Horowitz       | 15 mei 2016 Verenigde Staten       |  |
| ... |                       |                       |                                     |                                    |  |

## Seizoen 6 (2016 – 2017)
| Nr. | Titel                    | Regisseur       | Schrijver(s)                                                 | Uitzenddata                        |  |
| --- | ------------------------ | --------------- | ------------------------------------------------------------ | ---------------------------------- |  |
| 112 (6-01) | The Savior               | Eagle Egilsson  | Edward Kitsis & Adam Horowitz                                | 25 september 2016 Verenigde Staten |  |
| Wanneer de helden gaan op pad om Hyde te stoppen, ontdekt Emma mysterieuze nevenwerking. Storybrooke wordt een toevluchtsoord voor de mensen uit het Land van Onvertelde Verhalen. Regina en Zelena omarmen het zusterschap en gaan samenwonen. Rumple werkt samen met een vreemdeling om Belle te doen ontwaken. In flashbacks confronteert Jafar een geteisterde Aladdin in Agrabah en een geheim over de Savior komt aan het licht. |                          |                 |                                                              |                                    |  |
| 113 (6-02) | A Bitter Draught         | Ron Underwood   | Andrew Chambliss & Dana Horgan                               | 2 oktober 2016 Verenigde Staten    |  |
| Een mysterieuze man uit het Land van Onvertelde Verhalen heeft een verleden met de Boze Koningin. Regina, David en Snow werken samen om hem te stoppen. Belle vraagt Hook om hulp bij het zoeken naar een veilige plek om zich te verstoppen voor Gold. De Boze Koningen probeert Zelena aan haar kant te krijgen, terwijl Emma weer in therapie gaat bij Archie en haar angstaanjagende visioenen met hem deelt.                      |                          |                 |                                                              |                                    |  |
| 114 (6-03) | The Other Shoe           | Steve Pearlman  | Jane Espenson & Jerome Schwartz                              | 9 oktober 2016 Verenigde Staten    |  |
| ... |                          |                 |                                                              |                                    |  |
| 115 (6-04) | Strange Case             | Alrick Riley    | David H. Goodman & Nelson Soler                              | 16 oktober 2016 Verenigde Staten   |  |
| ... |                          |                 |                                                              |                                    |  |
| 116 (6-05) | Street Rats              | Norman Buckley  | Edward Kitsis & Adam Horowitz                                | 23 oktober 2016 Verenigde Staten   |  |
| ... |                          |                 |                                                              |                                    |  |
| 117 (6-06) | Dark Waters              | Robert Duncan   | Andrew Chambliss & Brigitte Hales                            | 30 oktober 2016 Verenigde Staten   |  |
| ... |                          |                 |                                                              |                                    |  |
| 118 (6-07) | Heartless                | Ralph Hemecker  | Jane Espenson                                                | 6 november 2016 Verenigde Staten   |  |
| ... |                          |                 |                                                              |                                    |  |
| 119 (6-08) | I'll Be Your Mirror      | Jennifer Lynch  | Jerome Schwartz & Leah Fong                                  | 13 november 2016 Verenigde Staten  |  |
| ... |                          |                 |                                                              |                                    |  |
| 120 (6-09) | Changelings              | Mairzee Almas   | David H. Goodman & Brian Ridings                             | 27 november 2016 Verenigde Staten  |  |
| ... |                          |                 |                                                              |                                    |  |
| 121 (6-10) | Wish You Were Here       | Ron Underwood   | Edward Kitsis & Adam Horowitz                                | 4 december 2016 Verenigde Staten   |  |
| ... |                          |                 |                                                              |                                    |  |
| 122 (6-11) | Tougher Than the Rest    | Billy Gierhart  | Edward Kitsis & Adam Horowitz                                | 5 maart 2017 Verenigde Staten      |  |
| ... |                          |                 |                                                              |                                    |  |
| 123 (6-12) | Murder Most Foul         | Morgan Beggs    | Jerome Schwartz & Jane Espenson                              | 12 maart 2017 Verenigde Staten     |  |
| ... |                          |                 |                                                              |                                    |  |
| 124 (6-13) | Ill-Boding Patterns      | Ron Underwood   | Andrew Chambliss & Dana Horgan                               | 19 maart 2017 Verenigde Staten     |  |
| ... |                          |                 |                                                              |                                    |  |
| 125 (6-14) | Page 23                  | Kate Woods      | David H. Goodman & Brigitte Hales                            | 26 maart 2017 Verenigde Staten     |  |
| ... |                          |                 |                                                              |                                    |  |
| 126 (6-15) | A Wondrous Place         | Steve Pearlman  | Jane Espenson & Jerome Schwartz                              | 2 april 2017 Verenigde Staten      |  |
| ... |                          |                 |                                                              |                                    |  |
| 127 (6-16) | Mother's Little Helper   | Billy Gierhart  | Edward Kitsis & Adam Horowitz (verhaal) Paul Karp (teleplay) | 9 april 2017 Verenigde Staten      |  |
| ... |                          |                 |                                                              |                                    |  |
| 128 (6-17) | Awake                    | Sharat Raju     | Andrew Chambliss & Leah Fong                                 | 16 april 2017 Verenigde Staten     |  |
| ... |                          |                 |                                                              |                                    |  |
| 129 (6-18) | Where Bluebirds Fly      | Michael Schultz | David H. Goodman & Brigitte Hales                            | 23 april 2017 Verenigde Staten     |  |
| ... |                          |                 |                                                              |                                    |  |
| 130 (6-19) | The Black Fairy          | Alrick Riley    | Jerome Schwartz & Dana Horgan                                | 30 april 2017 Verenigde Staten     |  |
| ... |                          |                 |                                                              |                                    |  |
| 131 (6-20) | The Song in Your Heart   | Ron Underwood   | David H. Goodman & Andrew Chambliss                          | 7 mei 2017 Verenigde Staten        |  |
| ... |                          |                 |                                                              |                                    |  |
| 132 (6-21) | The Final Battle, Part 1 | Steve Pearlman  | Edward Kitsis & Adam Horowitz                                | 14 mei 2017 Verenigde Staten       |  |
| ... |                          |                 |                                                              |                                    |  |
| 133 (6-22) | The Final Battle, Part 2 | Ralph Hemecker  | Edward Kitsis & Adam Horowitz                                | 14 mei 2017 Verenigde Staten       |  |
| ... |                          |                 |                                                              |                                    |  |

## Seizoen 7 (2017 – 2018)
| Nr.        | Titel                       | Regisseur          | Schrijver(s)                      | Uitzenddata                       |  |
| ---------- | --------------------------- | ------------------ | --------------------------------- | --------------------------------- |  |
| 134 (7-01) | Hyperion Heights            | Ralph Hemecker     | Edward Kitsis & Adam Horowitz     | 6 oktober 2017 Verenigde Staten   |  |
| ...        |                             |                    |                                   |                                   |  |
| 135 (7-02) | A Pirate's Life             | Tara Nicole Weyr   | Jane Espenson & Jerome Schwartz   | 13 oktober 2017 Verenigde Staten  |  |
| ...        |                             |                    |                                   |                                   |  |
| 136 (7-03) | The Garden of Forking Paths | Ron Underwood      | David H. Goodman & Brigitte Hales | 20 oktober 2017 Verenigde Staten  |  |
| ...        |                             |                    |                                   |                                   |  |
| 137 (7-04) | Beauty                      | Mick Garris        | Dana Horgan & Leah Fong           | 27 oktober 2017 Verenigde Staten  |  |
| ...        |                             |                    |                                   |                                   |  |
| 138 (7-05) | Greenbacks                  | Geofrey Hildrew    | Christopher Hollier & Adam Karp   | 3 november 2017 Verenigde Staten  |  |
| ...        |                             |                    |                                   |                                   |  |
| 139 (7-06) | Wake Up Call                | Sharat Raju        | Jerome Schwartz & Jane Espenson   | 10 november 2017 Verenigde Staten |  |
| ...        |                             |                    |                                   |                                   |  |
| 140 (7-07) | Eloise Gardener             | Alex Kalymnios     | David H. Goodman & Brigitte Hales | 17 november 2017 Verenigde Staten |  |
| ...        |                             |                    |                                   |                                   |  |
| 141 (7-08) | Pretty in Blue              | Ralph Hemecker     | Dana Horgan & Leah Fong           | 17 november 2017 Verenigde Staten |  |
| ...        |                             |                    |                                   |                                   |  |
| 142 (7-09) | One Little Tear             | Steve Pearlman     | Christopher Hollier & Adam Karp   | 8 december 2017 Verenigde Staten  |  |
| ...        |                             |                    |                                   |                                   |  |
| 143 (7-10) | The Eighth Witch            | Ralph Hemecker     | Jane Espenson & Jerome Schwartz   | 15 december 2017 Verenigde Staten |  |
| ...        |                             |                    |                                   |                                   |  |
| 144 (7-11) | Secret Garden               | Mick Garris        | Edward Kitsis & Adam Horowitz     | 2 maart 2018 Verenigde Staten     |  |
| ...        |                             |                    |                                   |                                   |  |
| 145 (7-12) | A Taste of the Heights      | Nina Lopez-Corrado | David H. Goodman & Brigitte Hales | 9 maart 2018 Verenigde Staten     |  |
| ...        |                             |                    |                                   |                                   |  |
| 146 (7-13) | Knightfall                  | Steve Miner        | Jerome Schwartz & Miguel Ian Raya | 16 maart 2018 Verenigde Staten    |  |
| ...        |                             |                    |                                   |                                   |  |
| 147 (7-14) | The Girl in the Tower       | Antonio Negret     | Dana Horgan & Leah Fong           | 23 maart 2018 Verenigde Staten    |  |
| ...        |                             |                    |                                   |                                   |  |
| 148 (7-15) | Sisterhood                  | Ellen S. Pressman  | Christopher Hollier & Adam Karp   | 30 maart 2018 Verenigde Staten    |  |
| ...        |                             |                    |                                   |                                   |  |
| 149 (7-16) | Breadcrumbs                 | Ron Underwood      | Jane Espenson & Jerome Schwartz   | 6 april 2018 Verenigde Staten     |  |
| ...        |                             |                    |                                   |                                   |  |
| 150 (7-17) | Chosen                      | Lana Parrilla      | Paul Karp & Brian Ridings         | 13 april 2018 Verenigde Staten    |  |
| ...        |                             |                    |                                   |                                   |  |
| 151 (7-18) | The Guardian                | Geofrey Hildrew    | David H. Goodman & Brigitte Hales | 20 april 2018 Verenigde Staten    |  |
| ...        |                             |                    |                                   |                                   |  |
| 152 (7-19) | Flower Child                | Tessa Blake        | Edward Kitsis & Adam Horowitz     | 27 april 2018 Verenigde Staten    |  |
| ...        |                             |                    |                                   |                                   |  |
| 153 (7-20) | Is This Henry Mills?        | Ron Underwood      | Dana Horgan & Leah Fong           | 4 mei 2018 Verenigde Staten       |  |
| ...        |                             |                    |                                   |                                   |  |
| 154 (7-21) | Homecoming                  | Steve Pearlman     | David H. Goodman                  | 11 mei 2018 Verenigde Staten      |  |
| ...        |                             |                    |                                   |                                   |  |
| 155 (7-22) | Leaving Storybrooke         | Ralph Hemecker     | Edward Kitsis & Adam Horowitz     | 18 mei 2018 Verenigde Staten      |  |
| ...        |                             |                    |                                   |                                   |  |